# Flickingeria pardalina
Flickingeria pardalina là một loài thực vật có hoa trong họ Lan. Loài này được (Rchb.f.) Seidenf. mô tả khoa học đầu tiên năm 1980.